# UnionPay

UnionPay logo.

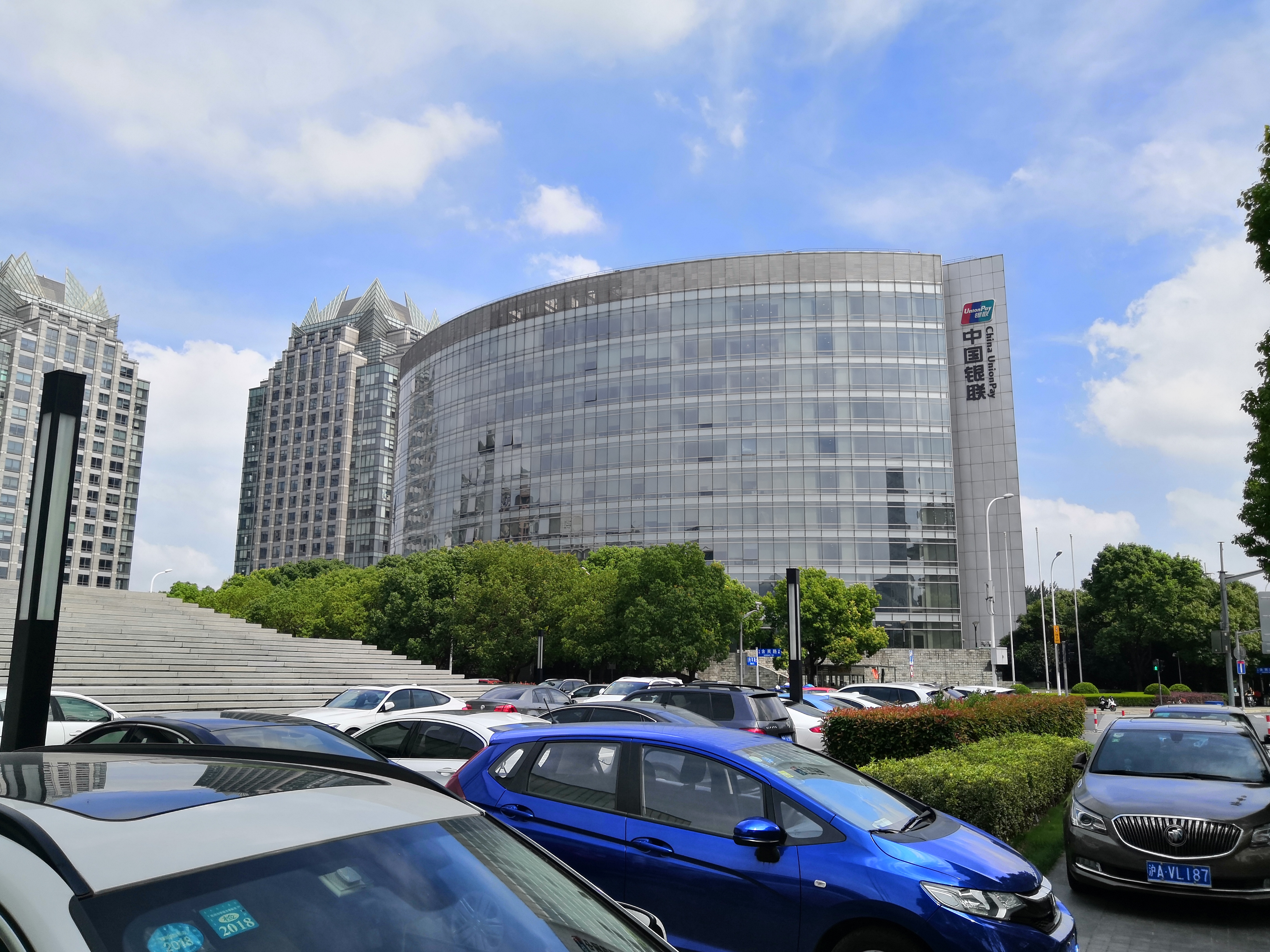
Unionpay building in Shanghai

UnionPay (Chinees: 银联; pinyin: Yínlián), ook bekend als China UnionPay (Chinees: 中国银联; pinyin: Zhōngguó Yínlián), soms afgekort als CUP of (internationaal) UPI, is een organisatie van 175 Chinese banken en financiële instellingen, met hoofdkantoor in Shanghai, China. Het bedrijf biedt binnenlandse betaalkaartdiensten met aansluitend netwerk voor betalingsverkeer in heel China, onder toezicht van de Centrale Bank.

## Historiek
China UnionPay werd opgericht op 26 maart 2002. Op 30 november 2012 lanceerde China UnionPay officieel UnionPay International Corporation Limited (UnionPay International), een dochteronderneming om de ontwikkeling van haar internationale activiteiten te beheren.

## Verspreiding
In 2015 oversteeg UnionPay zowel Visa als Mastercard in de totale waarde van betalingen door klanten en werd het de grootste organisatie ter wereld voor de verwerking van kaartbetalingen (debet- en kredietkaarten samen), hoewel in dat jaar slechts 0,5% van dit betalingsvolume buiten China plaatsvond.
UnionPay-kaarten kunnen worden gebruikt in 181 landen en regio's over de hele wereld. In 2023 had Unionpay Europese vertegenwoordigingen in Frankrijk (ook voor Nederland, België en Luxemburg), Duitsland, Italië, Spanje, Hongarije, Zweden en het Verenigd Koninkrijk. Duitse en Franse warenhuizen als Printemps en Kaufhof accepteren de kaart, evenals enkele grote banken.